# انطباع، شروق الشمس
انطباع، شروق الشمس
انطباع، شروق الشمس (بالفرنسية: Impression, soleil levant) هي لوحة لكلود مونيه عرضت للمرة الأولى فيما عُرف لاحقًا باسم «معرض الانطباعيين» في باريس في أبريل 1874م، يعود الفضل لهذه اللوحة بإلهام الحركة الانطباعية.
تصور لوحة «انطباع، شروق الشمس» ميناء لوهافر، وهي مسقط رأس مونيه. كما تُعرض الآن في متحف مارموتان مونيه في باريس.
| الفنان:  | كلود مونيه                            |
| -------- | ------------------------------------- |
| السنة:   | 1872م                                 |
| المواد:  | زيت على قماش                          |
| الأبعاد: | 48 سم × 63 سم (18,9 بوصة × 24,8 بوصة) |
| الموقع:  | متحف مارموتان مونيه في باريس          |

## التاريخ

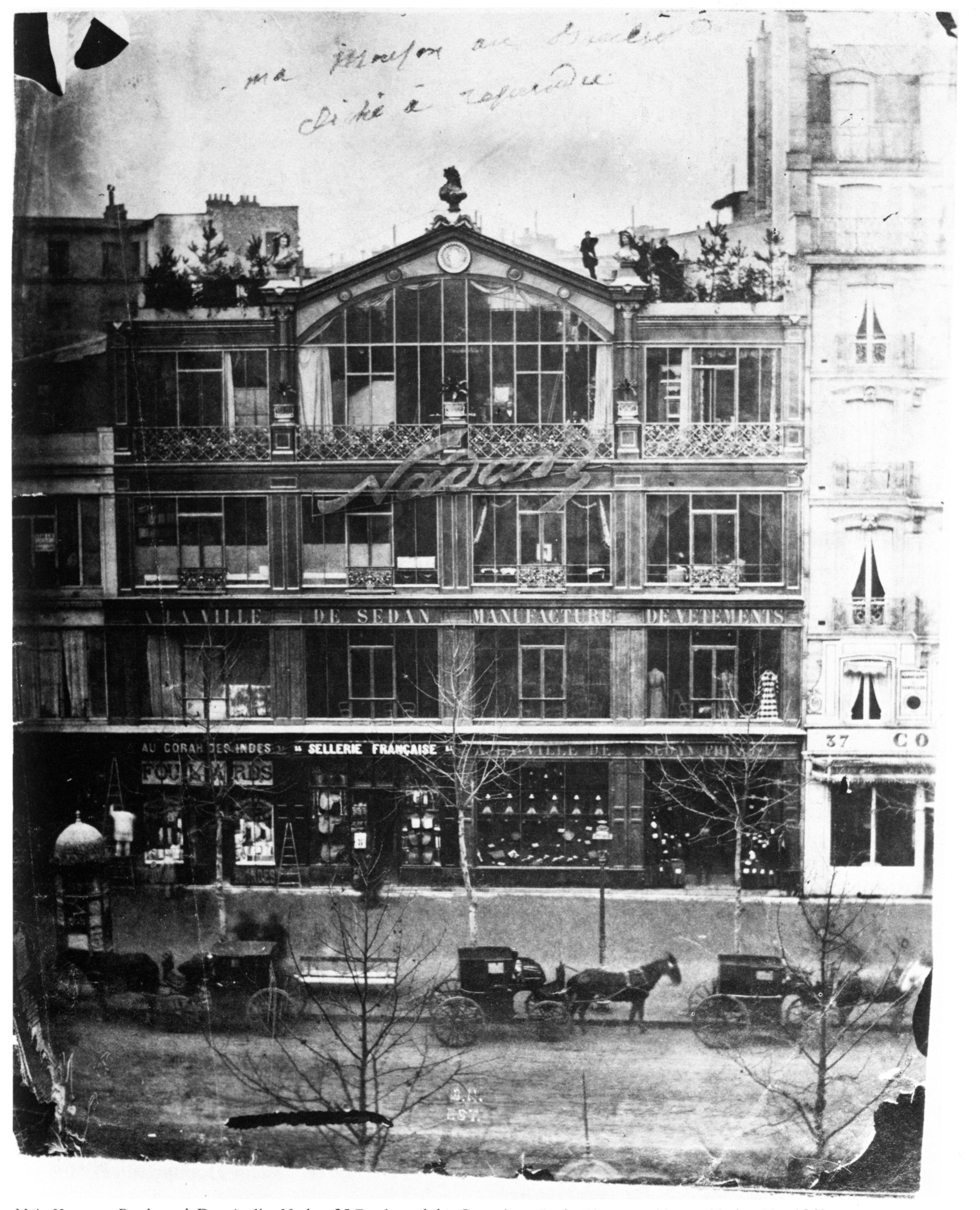

منزل المصور الفوتوغرافي نادار حيث كان معرض عام 1874
زار مونيه مدينة لوهافر، وهي مسقط رأسه الواقعة في شمال غرب فرنسا عام 1873م وصنع سلسلة من الأعمال التي تصور ميناء لوهافر، وتُصور اللوحات الست الميناء خلال الفجر والنهار والغسق والظلام ومن مختلف الأماكن مختلفة؛ بعضها من خلال المياه نفسها والبعض الآخر من غرفة فندق تطل على الميناء. أصبحت لوحة «انطباع، شمسٌ مشرقة» أشهر لوحة في السلسلة بعدما ظهرت لأول مرة في أبريل 1874م في باريس في معرض المجموعة «رسامين ونحاتين ونقاشين إلخ». وقاد المعرض مونيه وإيدقار ديغاس وكاميل بيسارو وبيير أوغست رينوار وألفريد سيسلي من بين ثلاثين مشتركًا، وعرضوا ما يفوق المئتي عمل والتي رآها قرابة الأربعة آلاف شخص من ضمنهم نقادًا لا يرحمون.
سُرقت اللوحة عام 1985م من متحف مارموتان مونيه من قبل فيليب جامين ويوسف خيمون ومن ثم تم استردادها وإعادتها للمتحف عام 1990م، وتمت إعادتها للعرض عام 1991م.

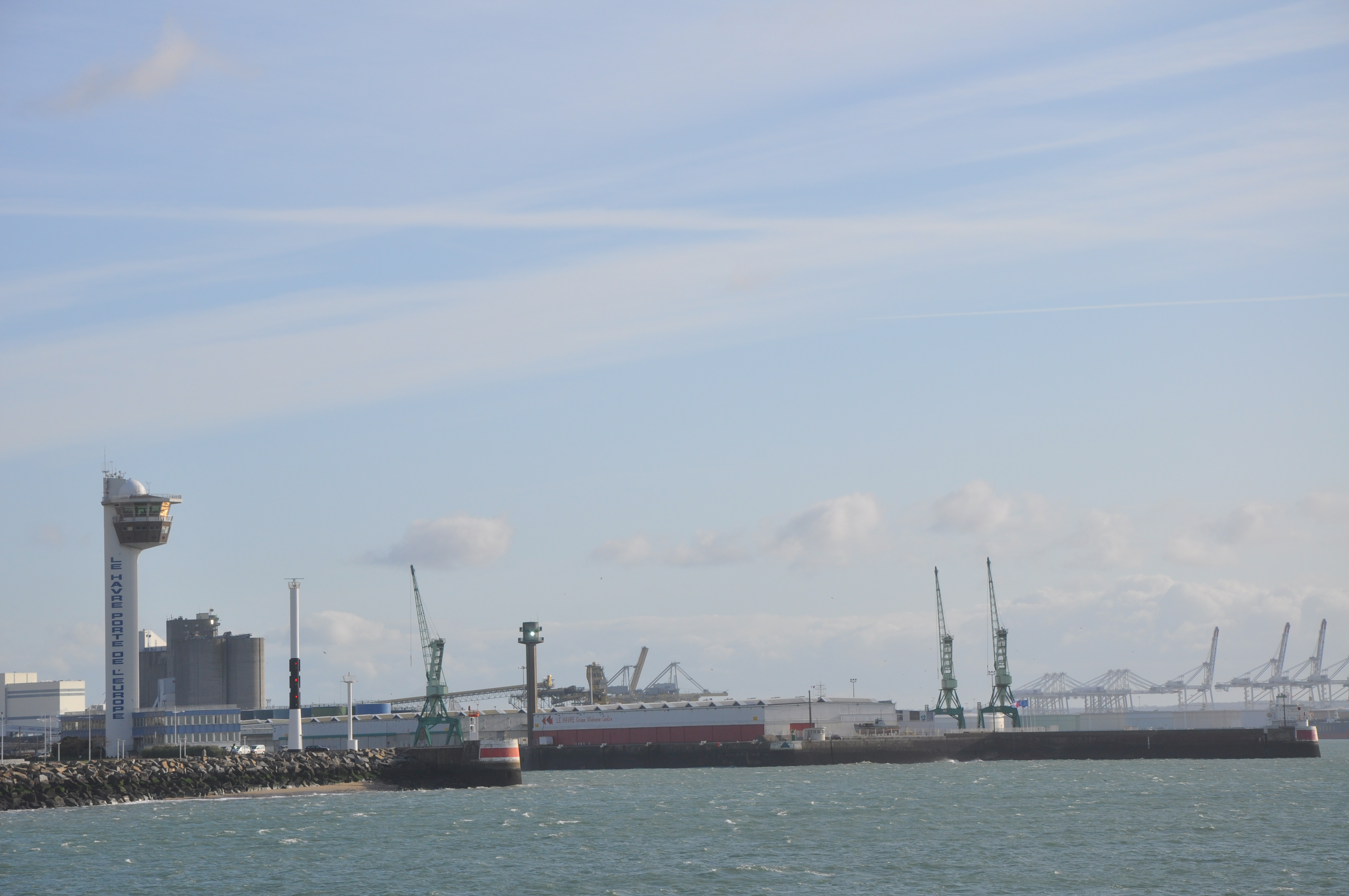
صورة حديثة لميناء لوهافر

## الانطباع والانطباعية

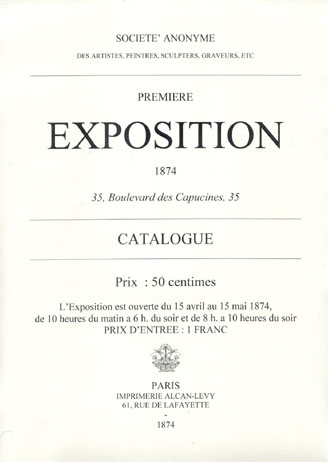
فهرس معرض الانطباعيين عام 1874م

ادعى مونيه أنه سمّى اللوحة «انطباع، شمسٌ مشرقة» نظرًا لأسلوب رسمه  الضبابي في تصويره للموضوع حيث قال مفسرا «طلبوا مني عنوانًا للفهرس، ولا يمكن اعتباره حقا كنظرة للوهافر فقلت 'ضع انطباع.'». بالإضافة إلى هذا التفسير لعنوان العمل، يزعم مؤرخ الفن بول سميث أن سبب تسمية مونيه للوحة بـ«انطباع» كان لإعفائها من الاتهامات بأنها غير مكتملة أو أنها تفتقر لتفاصيل تصفها، لكن مونيه تلقى هذه الانتقادات بالرغم من العنوان.
في حين أن عنوان اللوحة بدا وكأنه اختير على عجل لأجل الفهرس فإن المصطلح «انطباعية» لم يكن جديدًا؛ وقد تم استخدامه لفترة لوصف تأثير اللوحات من مدرسة باربيزون، لوصف تأثير لوحات مدرسة داوبيني ومونيه واللذان يعتبران مرتبطان بتلك المدرسة باستخدام المصطلح ليصفوا أعمالهم.
ذكر الناقد لويس ليروي في مراجعته معرض عام 1874م المسمى بمعرض الانطباعيين لصحيفة لو شاريفاري (Le Charivari)، ستخدم لويس المصطلح «انطباعية» لوصف الأسلوب الجديد للعمل المعروض والذي قال عنه أنه كان مجسَّدًا في لوحة مونيه التي تحمل الاسم ذاته.
قبل ستينات القرن التاسع عشر وقبل ظهور لانطباع، شروق الشمس كان مصطلح «انطباعية» يستخدم في الأصل لوصف تأثير المشاهد الطبيعية على الرسام، وتأثير الرسمة على المُشاهد، وبحلول ستينات القرن التاسع عشر أصبح مصطلح «انطباعية» يستخدم لوصف كل لوحة تنقل مثل هذا التأثير؛ وفي المقابل، أصبح المصطلح يصف الحركة الفنية ككل. تم استخدام مصطلح «انطباعية» بدايةً لوصف واستنكار هذه الحركة، لكن سرعان ما بدأ جميع الأطراف باستخدامه لوصف الأسلوب الفني، وتم اعتبار لوحة مونيه (انطباع، شروق الشمس) بداية للحركة واسمها.

## الموضوع والتفسير
تصور لوحة (انطباع، شروق الشمس) ميناء لوهافر في وقت الشروق؛ حيث أن العناصر المركزية في اللوحة هي القاربان الصغيرين الواقعين في المقدمة، والشمس الحمراء. كما تم وضع المزيد من قوارب الصيد في المنتصف بينما نجد في خلفية الجهة اليسرى من اللوحة سفنًا شراعية بصواري طويلة  يقع خلفها أشكالًا ضبابية أخرى وهي «ليست أشجارًا بل أكوام دخانية من السفن والبواخر، وفي الأفق على اليمين صوارٍ أخرى ومداخن تظلل السماء». ولإظهار هذه الخواص للصناعة أزال مونيه بيوتًا كانت موجودة على يسار رصيف الميناء كي لا تحجب الخلفية.
تم تجسيد تجدد فرنسا بعد هزيمتها في الحرب الفرنسية البروسية عام 1870-1871م في ميناء لوهافر المزدهر، كما أشار مؤرخ الفن بول تاكر بأن تباين العناصر كالبواخر والرافعات في الخلفية مع الصيادين في المقدمة يمثل هذه الآثار السياسية، حيث قال «ربما رأى مونيه هذه اللوحة التي تصور الموقع ذا الشأن التجاري الكبير كرد كرد على دعوات ما بعد الحرب للعمل الوطني وكفن يقود الناس، يمكن أن تُرى اللوحة أيضا كنشيد على قوة وجمال انتعاش وإحياء فرنسا بما أنها قصيدة للضياء والجو العام». فيحتفي تصوير لوهافر والتي هي مسقط رأس مونيه ومركز للصناعة والتجارة بـ «القوة والجمال المتجددين للبلاد… تعبير مونيه المثالي المطلق.» فن يصف انتعاش فرنسا، ويعكس تصوير مونيه لشروق لوهافر تجدد فرنسا.

## الأسلوب
ابتعد المنظر الضبابي للوحة انطباع، شروق الشمس عن الرسم التقليدي للمناظر الطبيعية وعن الجمال الكلاسيكي المثالي. أشار بول سميث أن مقصد مونيه بهذا الأسلوب هو التعبير عن "معتقدات أخرى حول الجودة الفنية والتي قد تكون مرتبطة بالأيديولوجيات التي يتم تعزيزها من الطبقة الوسطى الناشئة التي أتى منها." أما المقصد من ضربات الفرشاة الخفيفة هو أن يمثل المشهد بدلًا من إظهاره بشكل تقليدي وذلك يظهر الحركة الانطباعية الناشئة، كما يعبر هذا الأسلوب عن شخصية متفردة خلال النهوض الناشئ للصناعة في فرنسا. وبأخذ ذلك في عين الاعتبار يدعي سميث بأن (انطباع، شروق الشمس) كانت حول بحث مونيه عن تعبير عفوي؛ ولكنه انقاد بأفكار محددة وثابتة تاريخيًا عن ماهية التعبير العفوي".
- اللون:

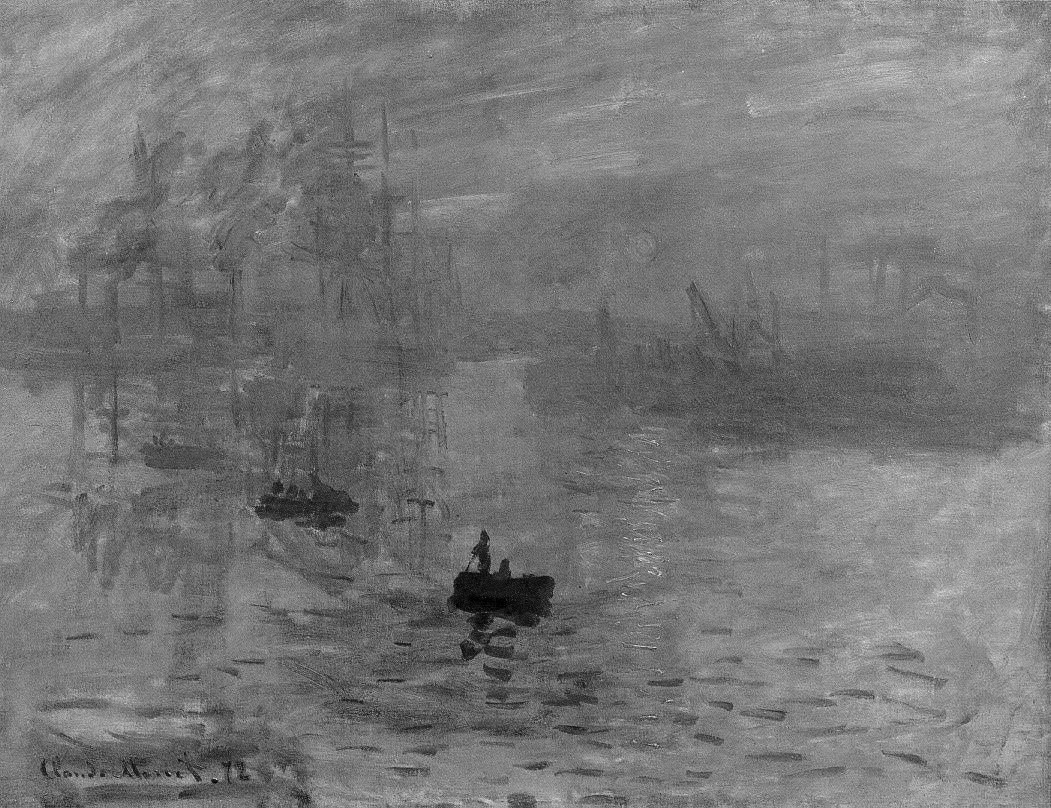
نسخة غير مشبعة من اللوحة: نلاحظ أن الشمس تكاد تكون غير مرئية

أُعدت مجموعة الدراسات التي أُجريت في غرفة مونيه الفندقية بلوحة قماشية عليها طبقة أساسية من اللون الرمادي بدرجاته المختلفة، يقدم تأثير الطبقة عمقًا بغض النظر عن التفاصيل غير الدقيقة ليخلق بيئة غنية وملموسة والتي تبدو -بعض الشيء- كلوهافر. ناقش جوردن وفورج الحدود واستخدام اللون في اللوحة مدعيان صعوبة التفريق بين السماء والمياه في اللوحة، وأن الحدود بين الأجسام ليست واضحة وأن اللون "يصبح المكان" والتأثير، وأن الألوان تختلط ببعضها في وحدتها البراقة الكئيبة ومساحتها الضبابية وفراغها الساكن الرتيب الذي يمثل بالنسبة للرسام لوحة فارغة غير مؤثرة. كمل علقا على الألوان التي تُبرز اللون الرمادي المزرق وعلى بروز اللون البرتقالي من خلال الضباب قائلان: "تبدو كأنها إلهام الدقيقة الأخيرة وليس فقط وميض البرتقالي الذي يشق طريقه خلال الضباب لينعكس على المياه وعلى عين مونيه بل وأيضًا اللوحة نفسها، محملة بالمساحة الضبابية خارجًا لتستعد لاستقبالها.
- لإنارة:
بالرغم من أن الشمس تظهر كأكثر مكان ساطع في اللوحة إلا أنها في الواقع بنفس سطوع (أو انارة) السماء عند قياسها بالمضواء، وتقول د.مارغريت ليفيى غستون، بروفيسورة علم الأعصاب في جامعة هارفارد:  «عندما تصنع نسخة بالأبيض والأسود من لوحة (انطباع، شروق الشمس) فإن الشمس ستختفي (تقريبًا) تمامًا». وقالت ليفينغستون أن ذلك جعل اللوحة تمتلك جودة واقعية للغاية، حيث أن الجزء الأقدم من قشرة الدماغ البصرية -المشترك مع معظم الثدييات- يسجل الإنارة فقط وليس اللون، فتكون الشمس في اللوحة غير مرئية بالنسبة له، بينما الجزء الأحدث من القشرة البصرية -الموجود لدى البشر وبعض القرود فقط- هو القادر على أن يميز اللون.

## النقد
لم تكن لوحة (انطباع، شروق الشمس) من القطع البارزة والجديرة بالذكر من وجهة نظر النقاد؛ حيث تمت مناقشتها بشكل موجز خمس مرات فقط في جميع مراجعات المعرض ولكن أعطت كلّا من مراجعات المعرض ولوحة مونيه بصيرة لتطور الحركة الانطباعية وتطور عمل مونيه كفنان. فكتب فيليب بروتي للجمهورية الفرنسية عن افتتاح المعرض مثنيًا على ملائمة أجواء المساحة واللوحات مع بعضهما: «إن جدران الغرف المغطاة بنسيج من الصوف الأحمر البني ملائمة جدًا مع اللوحات، حيث يدخل ضوء الشمس إلى الغرف من الجوانب كما في الشقق.»
ومع ذلك، لم تكن جميع وجهات نظر النقاد للمعرض بهذه المثالية، فغالبًا ما كانت اقتباسات مراجعة لويس ليروي لمجلة لو شاريفاري لعمل مونيه، حيث كُتبت مقالته «معرض الانطباعيين» بشكل حوار من منظور خيالي لرسام من الطراز القديم، مصدومًا من أعمال مونيه وشركاؤه، حيث قال: (تمت إضافة بعض الكلمات -حُددت بالأزرق- من قبل المدققة لتحسين سياق النص)
«' أوه! هذه هي، هذه هي!: صرخ أمام اللوحة رقم 98 'هذه المفضلة لدى الأب فينسينت! ما هي هذه اللوحة؟ فلتنظر للفهرس.' 'انطباع، شروق الشمس.' 'انطباع … كنت أعلم ذلك، كنت أقولها لنفسي قبل قليل، لو كنت مبهورا لابد من وجود انطباع هناك… ما هذا التحرر، ما هذا الهوان في الرسم! حتى إن ورق الجدران في بداية صنعه مكتمل أكثر من هذا المشهد البحري!»
تعتبر مراجعة ليروي سخرية مبطنة لتقَدّم لوحة (انطباع، شروق الشمس) وغالبًا ما تنسب إلى استخدام مصطلح الانطباعية لأول مرة.
وكتب جولي كاستاغناري لنادي لو سييكل أنه ما من كلمة تصف مجموعة الرسامين هؤلاء غير هذا المصطلح الجديد (الانطباعيون) حيث أنهم قدموا «الإحساس الذي يبعثه المنظر الطبيعي» بدلًا من المنظر الطبيعي نفسه، وادّعى أن «الكلمة بذاتها دخلت إلى لغتهم: ليس كمنظرًا طبيعيًا، بل انطباع في العنوان المعطى من خلال الفهرس للوحة شروق الشمس لمونيه، فتركوا الواقعية خلفهم من هذا المنظور لعالم من المثالية النقية» مُثلت هذه المثالية في لوحة مونيه (انطباع، شروق الشمس).
وكتب تيودور ديوريت أن تمثيل الانطباعات المثالية بدلًا من المناظر الطبيعية هو ما يجسد عمل مونيه والحركة الانطباعية، وقال ديوريت آخذًا بعين الاعتبار لوحة (انطباع، شروق الشمس) وعمل مونيه بعد معرض عام 1874م: "بالتأكيد إن جودة أعمال مونيه بذاتها هي ما أول ما أظهر مصطلح [انطباعية]" مدعيًا أن "مونيه هو الرسام الانطباعي بامتياز"، وزعم ديوريت أن مونيه ألهم رؤية جديدة للرسم، وأن مونيه "لم يعد يرسم الأجسام الجامدة والثابتة في المناظر الطبيعية بل ويرسم أيضًا المظاهر العابرة، ينقل مونيه إحساسًا زاهيًا وأخّاذًا للمشهد المرصود.

## مونيه بعد (الانطباع)

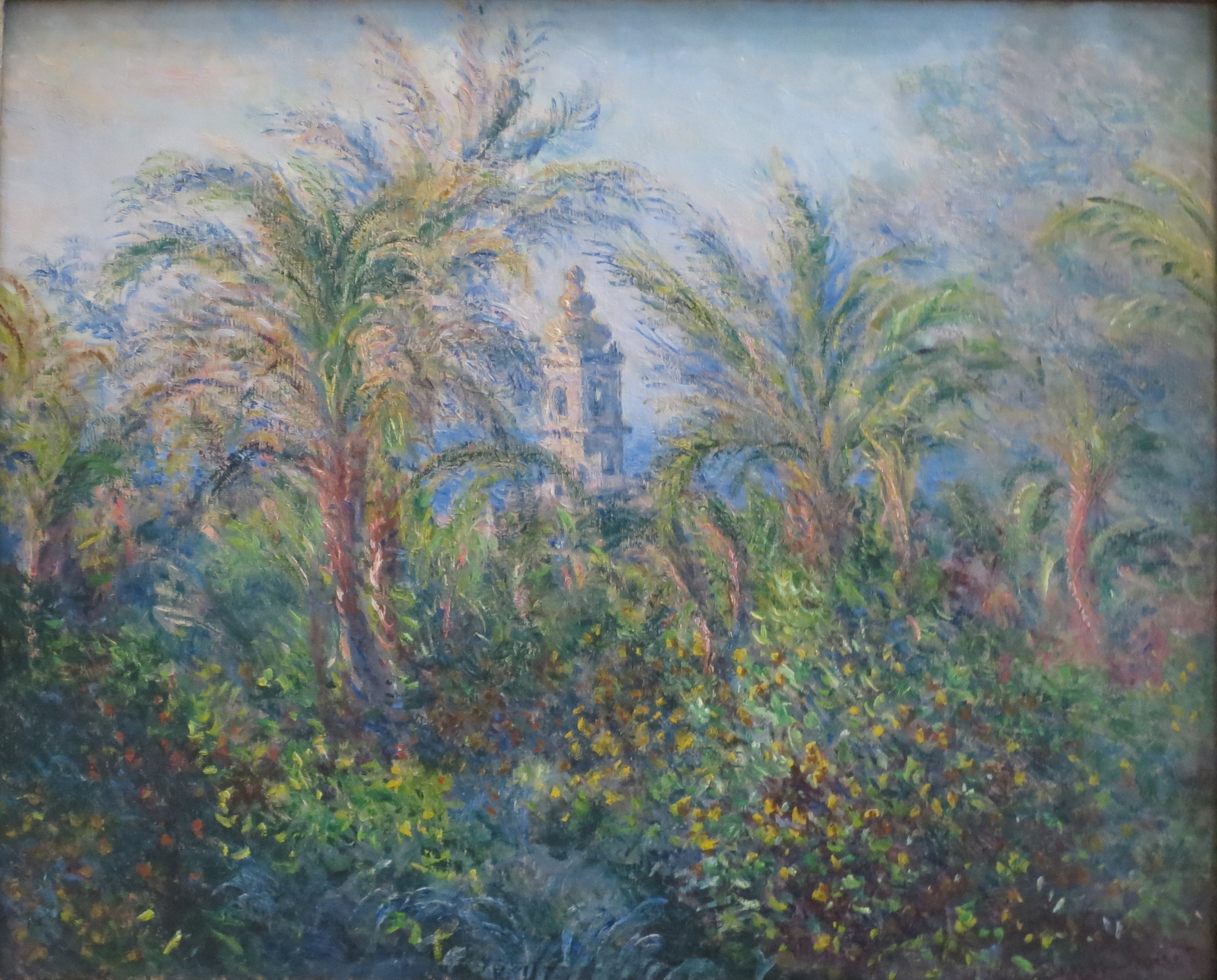
لوحة كلود مونيه "حديقة في بورديغيرا، انطباع الصباح" عام 1884م، متحف الارميتاج

تحدث مونيه في لمقابلة مع موريس جليموت لمجلة لا ريفو الوستري عن تعامله مع المناظر الطبيعية مثل ميناء لوهافر في ضوء الحركة الانطباعية ومعرض عام 1874م، حيث قال: "المنظر الطبيعي هو مجرد انطباع لحظي، ومن هنا يأتي الاسم الذي أطلقوه علينا.. كله بفضلي. لقد قدمت عملًا أنجزته من نافذتي في لوهافر، ضوء الشمس يعبر من خلال الضباب وبضع صواري في المقدمة تبرز من السفن أسفلها..  وكانوا يريدون عنوانًا للفهرس؛ فلم يكن من المناسب أن يكون العنوان (منظر للوهافر)، فأجبت:" اكتب انطباع." ومن ذلك جاءت الانطباعية، وانتشرت النكات.
استرجع مونيه لوحة (انطباع، شروق الشمس) بتسمية أعمال أخرى له بعناوين مشابهة اتباعًا لعام 1874م ونهوض حركة الانطباعيين. استرجعت العناوين لوحة (انطباع، شروق الشمس) في اسلوبها وتأثيرها على الرغم من تنوع مواضيعها، ومن الأمثلة على تلك العناوين لوحة "تأثير الضباب، انطباع" عام 1879م ولوحة "الانطباع" عام 1883م ولوحة "حديقة في بورديغيرا، انطباع الصباح" عام 1884م ولوحة "البحرية (انطباع)" عام 1887م ولوحة "دخان في الضباب، انطباع" عام1904م.. بدت هذه الأعمال كتكملة لمشهد مونيه للوهافر، "واحدة من سلسلة اللوحات التي أراد أن يصور بها التأثيرات الطبيعية المتلاشية كعرض لمهاراته التصويرية." ممستحضرًا اسم لوحته (انطباع...) ومعطيًا صلات أسلوبيه، كانت اللوحات اللاحقة مشابهة لذلك من حيث الاختصار والاقتصاد، كما تصور تأثيرات وتصور تأثيرات ضبابية تحديدًا" وهذا ما تتسم به انطباعية مونيه بالذات.           
بينما أثارت لوحة مونيه (انطباع، شروق اللشمس) الجدل في بداية ظهورها؛ إلا أنها أدت إلى ظهور اسم الحركة الانطباعية والاعتراف بها، كما يمكن أنها، ويمكن القول إنها مثلت الحركة الانطباعية في الأسلوب والموضوع والتأثير أكثر من أي عمل أو فنان آخر.

## تصوير مونيه لميناء لوهافر

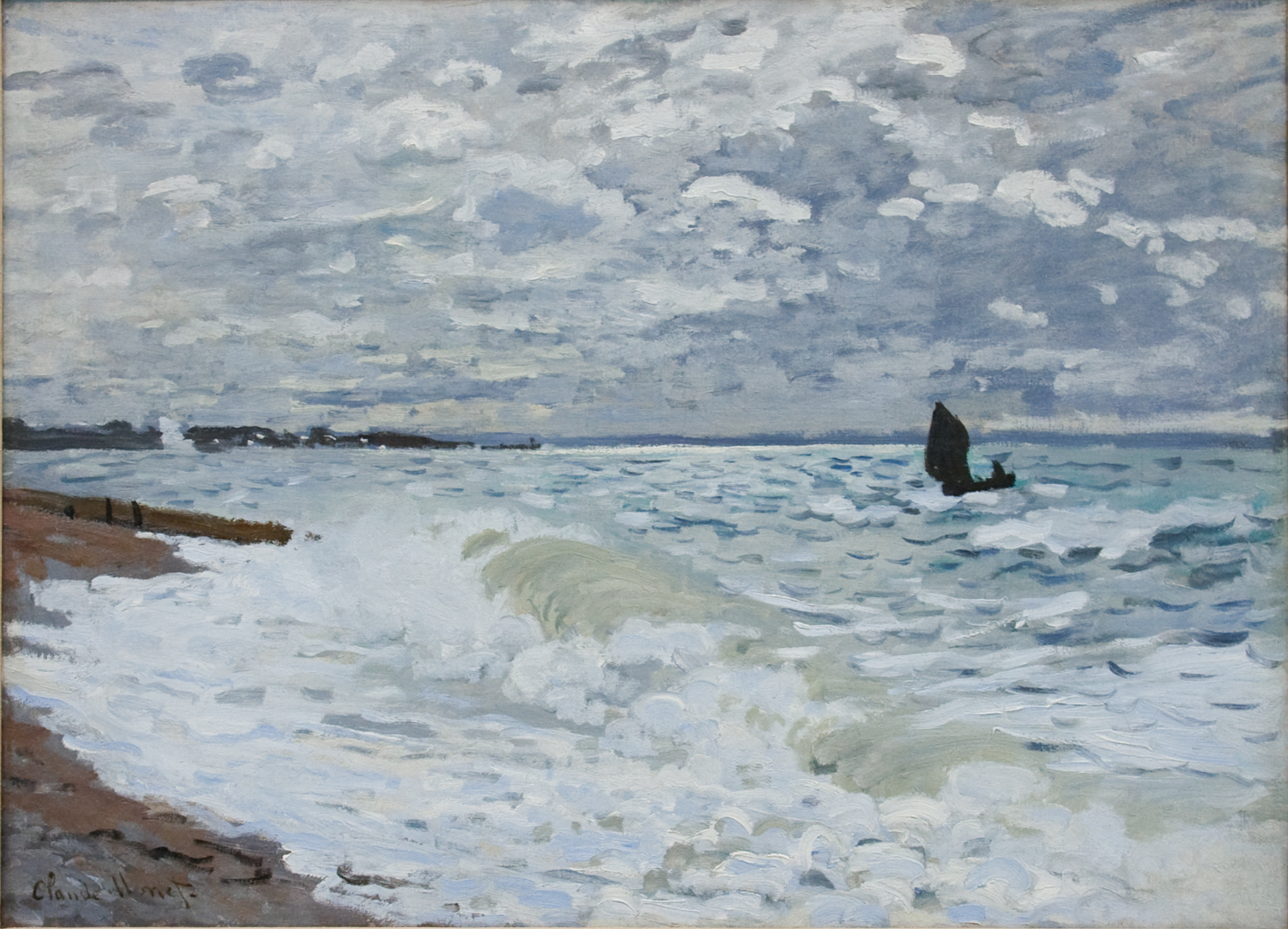
البحر في لوهافر- 1868م

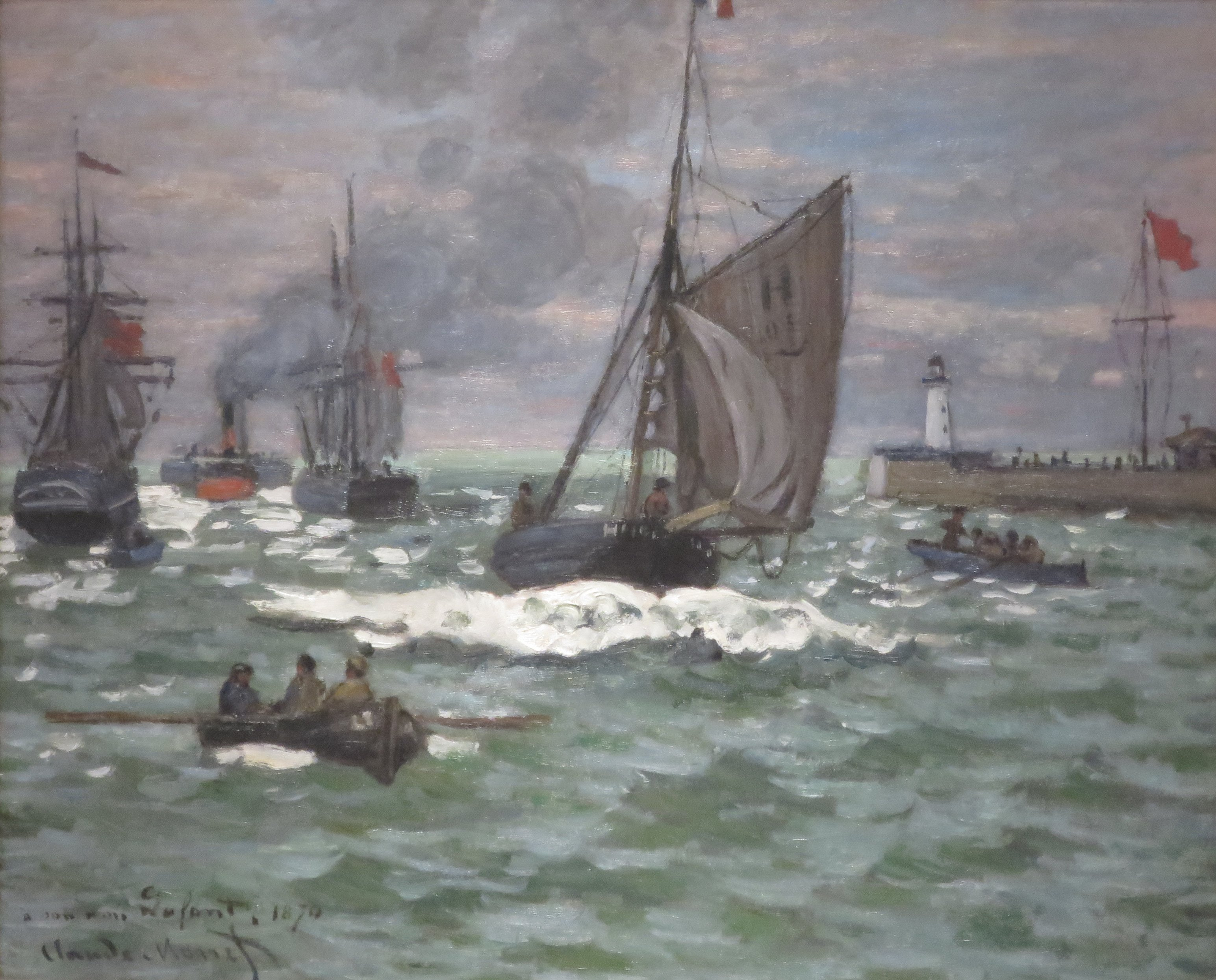
مدخل ميناء لوهافر، 1870م

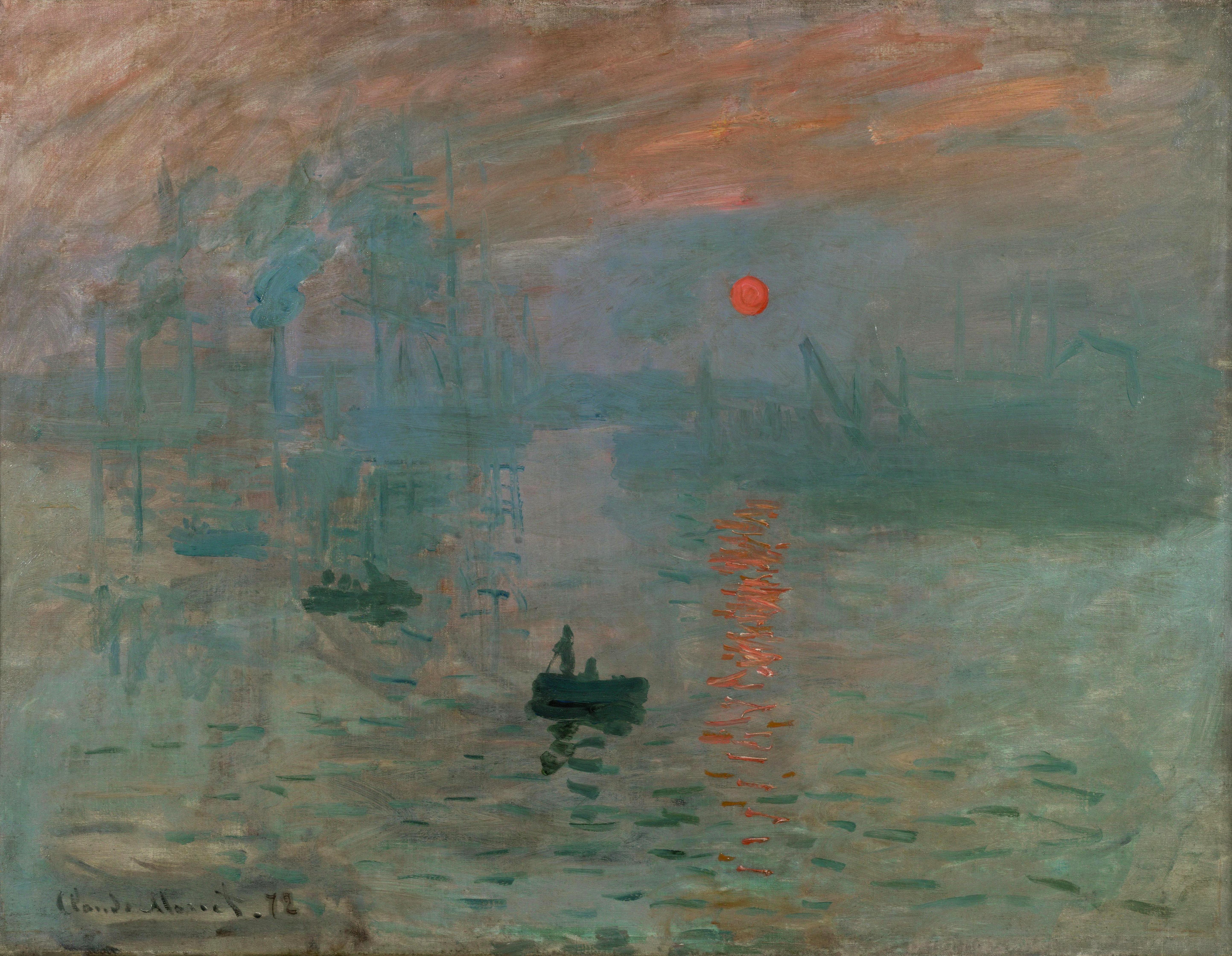
انطباع، شروق الشمس 1872م

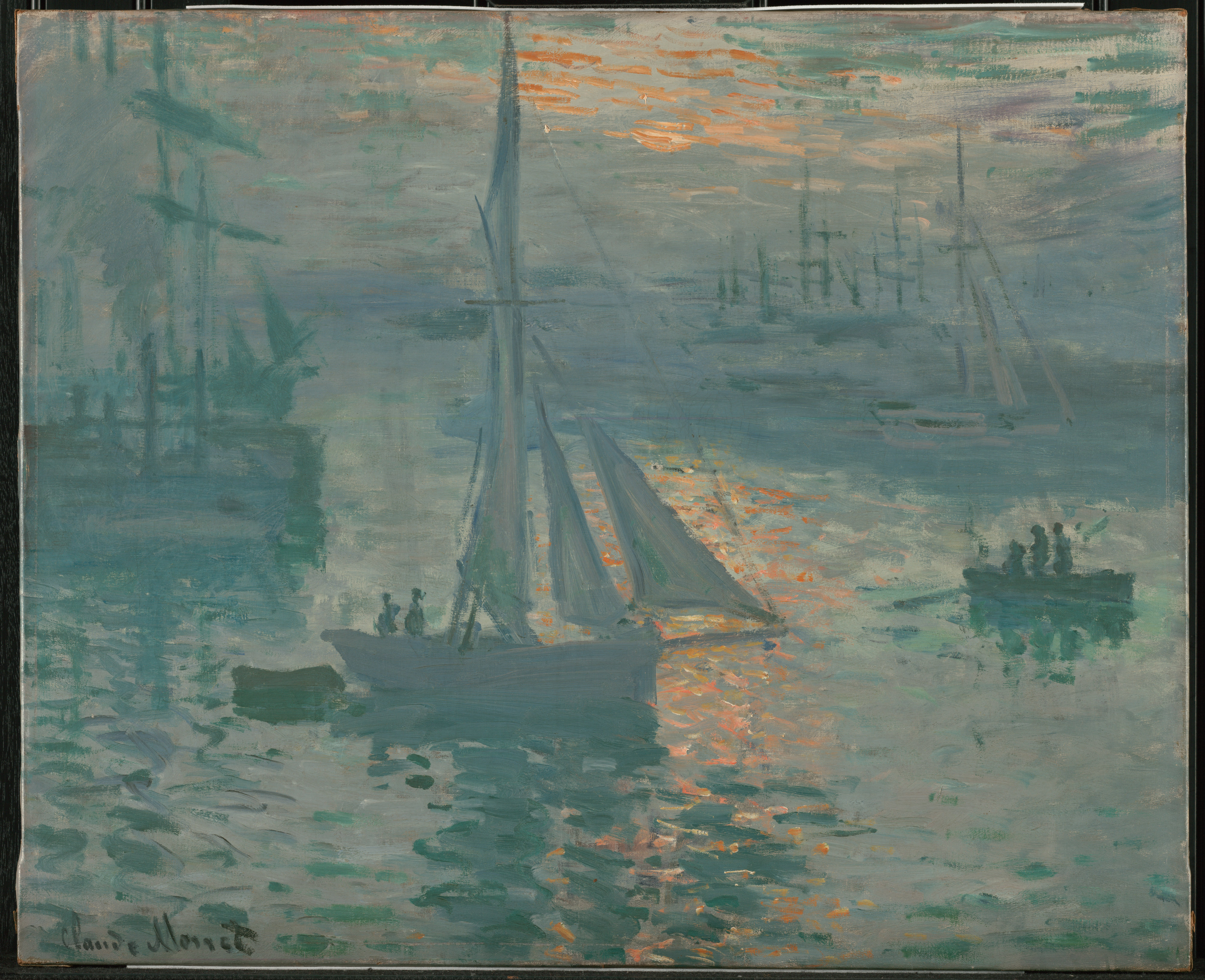
شروق الشمس (البحرية)، 1873م

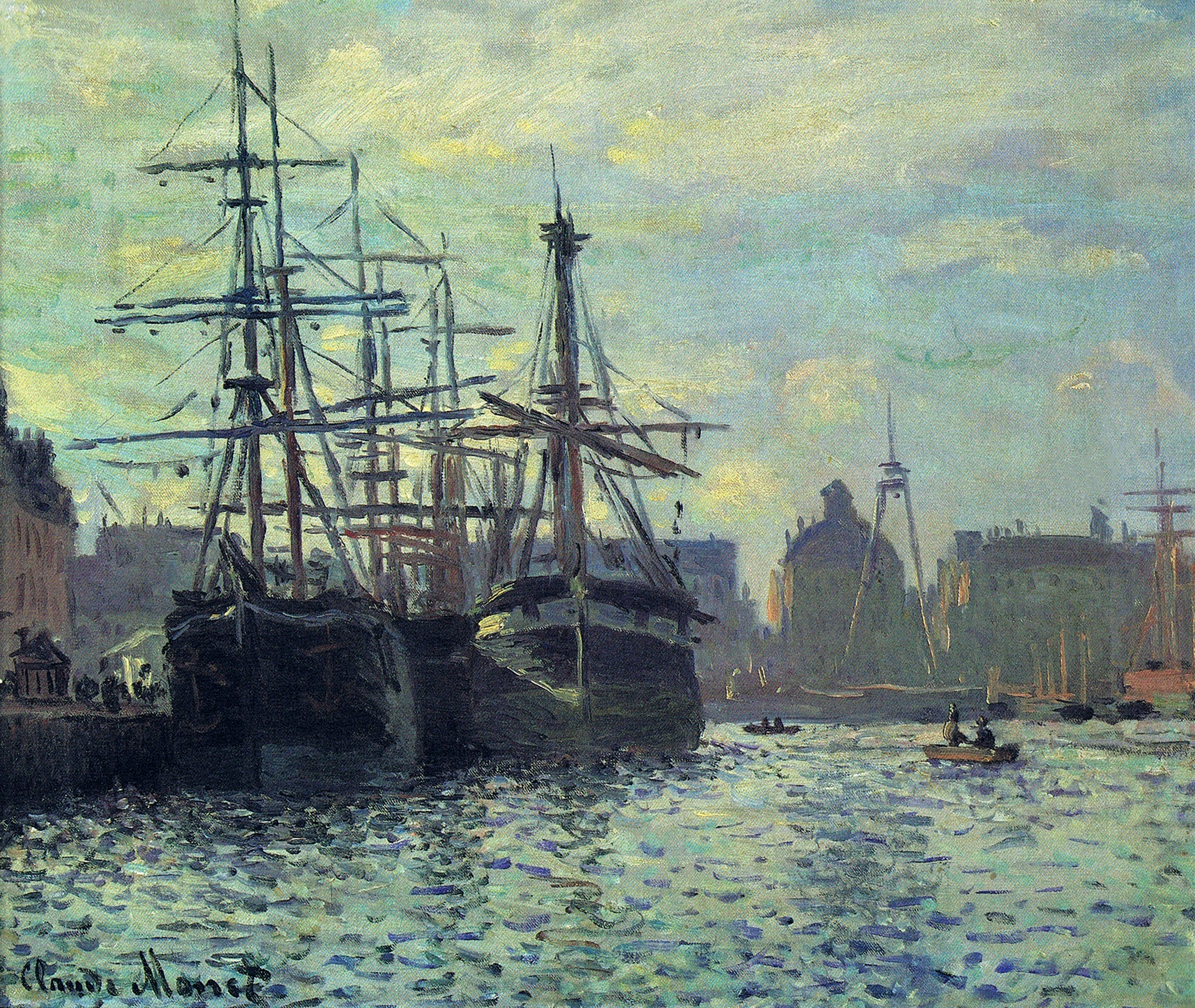
لو باسين دو كوميرس، لوهافر، 1874م

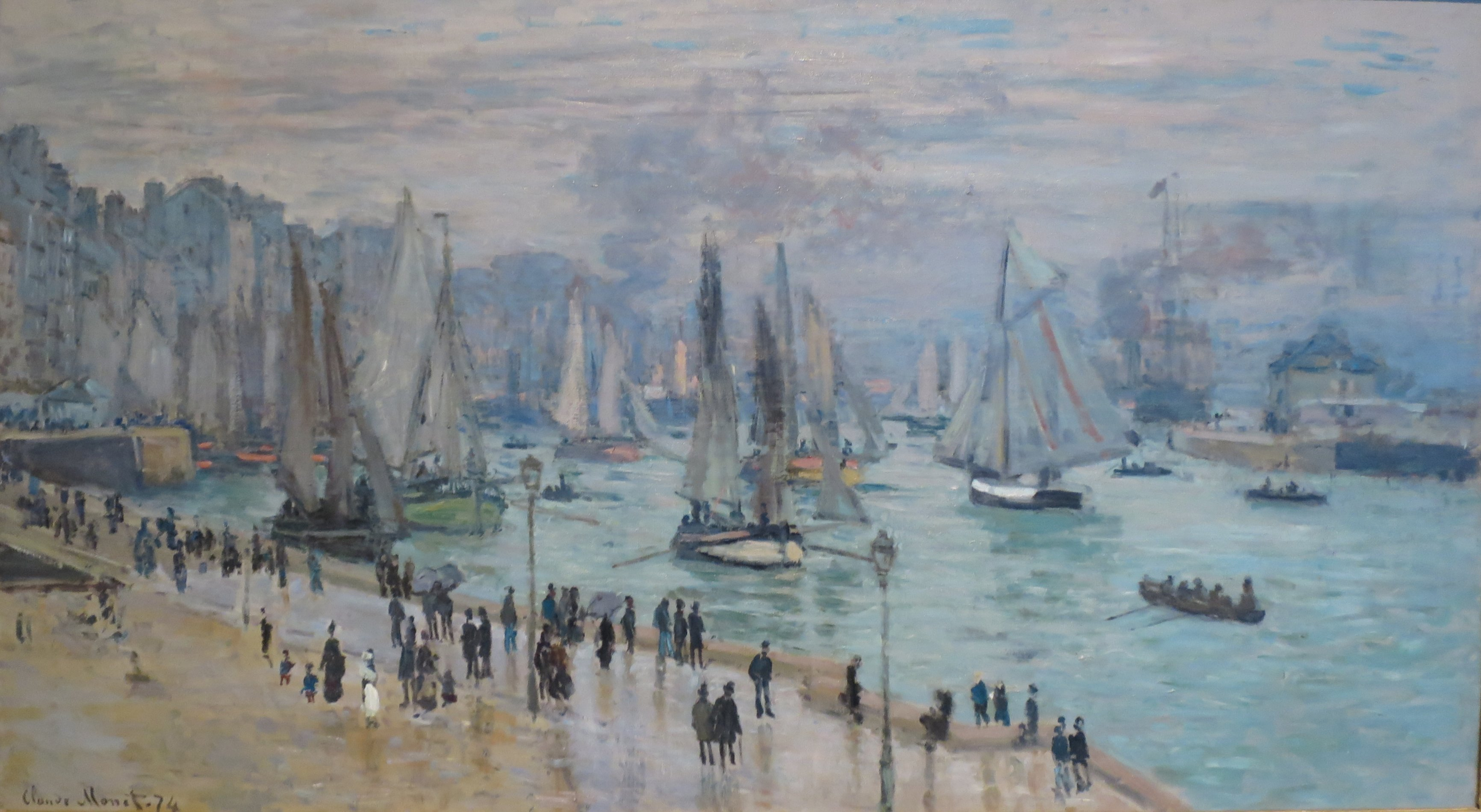
لوهافر، سفن الصيد مغادرة الميناء، 1874م

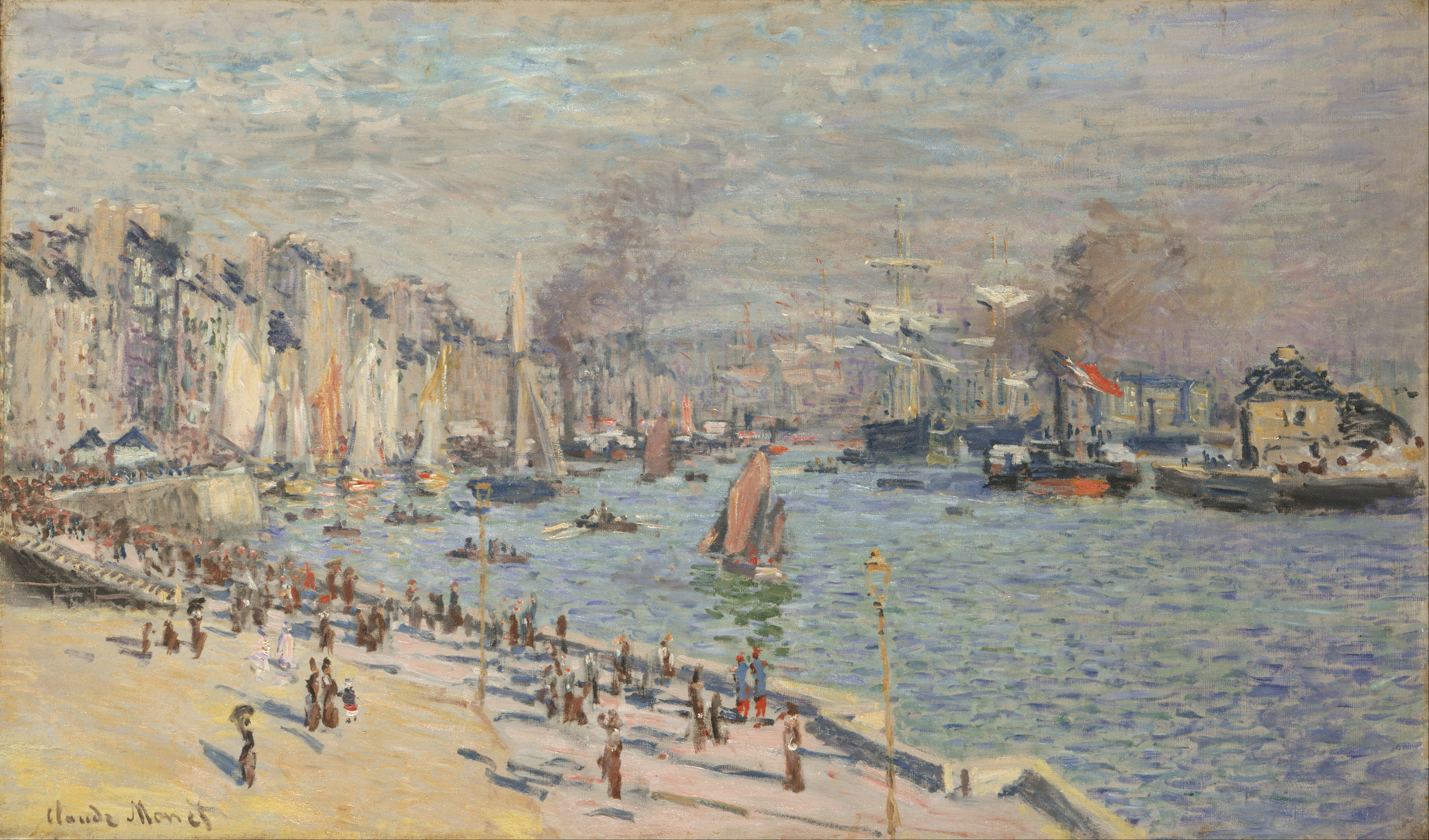
ميناء لوهافر، 1874م

## روابط خارجية
متحف مارموتان مونيه، لوحة مونيه "انطباع، شمسٌ مشرقة، سيرة لوحة، بي. دي كاروليس، ام. ماثيو، دي. لوبستاين، 18 سبتمبر 2014 - 18 يناير 2015
"ولادة مونيه" الانطباعية "مؤرخة من قبل" الولاية السماوية "بولاية تكساس، خدمة أخبار الجامعة، 2 سبتمبر 2014
الانطباعية: معرض المئوية، متحف متروبوليتان للفنون، 12 ديسمبر 1974 - 10 فبراير 1975، نص مرقم بالكامل من مكتبات متحف متروبوليتان للفنون